# Gmina Góra Kalwaria
Die Gmina Góra Kalwaria ist eine Stadt-und-Land-Gemeinde im Powiat Piaseczyński der Woiwodschaft Masowien in Polen. Ihr Sitz ist die gleichnamige Stadt mit etwa 12.000 Einwohnern.

## Geographie

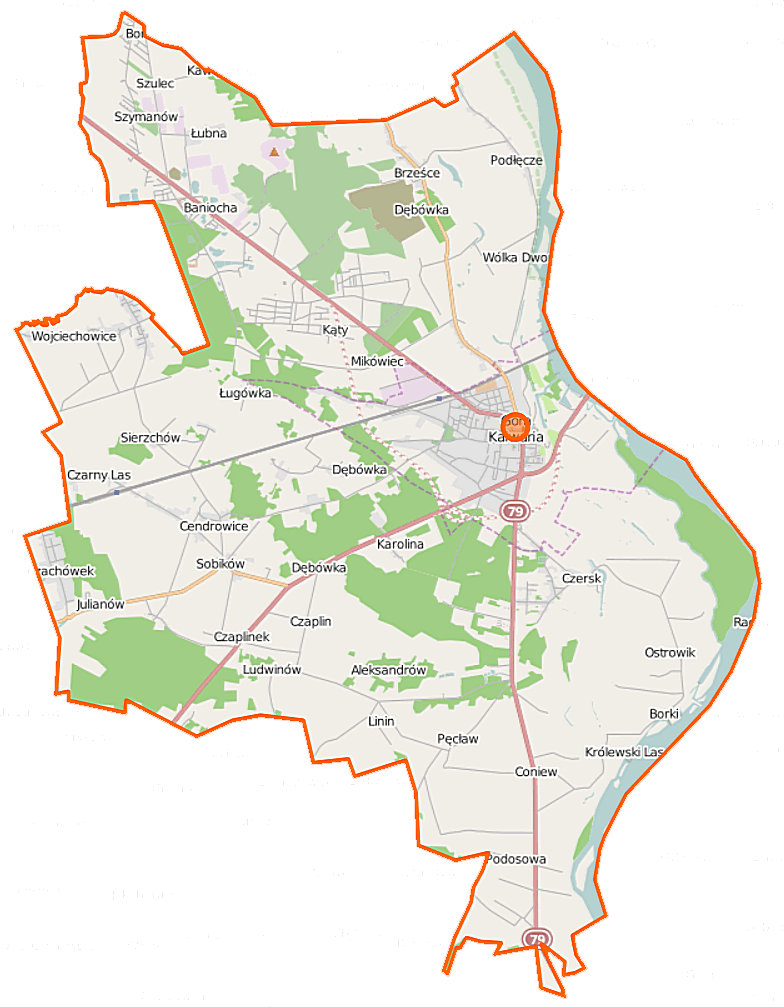
Karte der Gemeinde

Der Norden der Gemeinde ist sechs Kilometer von der Warschauer Stadtgrenze entfernt. Nachbargemeinden sind Konstancin-Jeziorna im Norden, Karczew im Nordosten, Sobienie-Jeziory im Südosten, Warka im Süden, Chynów im Südwesten, Prażmów im Westen und Piaseczno im Nordwesten.
Die Gemeinde hat eine Fläche von 145 km², die zu 61 Prozent land- und zu 19 Prozent forstwirtschaftlich genutzt wird. Ihre Ostgrenze wird von der Weichsel gebildet.

## Geschichte
Die Landgemeinde wurde 1973 aus verschiedenen Gromadas gebildet. Ein Vorgänger war die von 1919 bis 1953 bestehende Gmina Kąty mit Sitz in Kąty bzw. Baniocha. Stadt- und Landgemeinde wurden 1990/1991 zur Stadt-und-Land-Gemeinde vereinigt.
Das Gemeindegebiet kam 1952 vom Powiat Grójecki zum Powiat Piaseczyński.  Es gehörte von 1945 bis 1975 zur Woiwodschaft Warschau und kam dann zur verkleinerten Woiwodschaft gleichen Namens. Der Powiat wurde von 1975 aufgelöst. Zum 1. Januar 1999 kam die Gemeinde zur Woiwodschaft Masowien und wieder zum Powiat Piaseczyński.

## Gliederung
Zur Stadt-und-Land-Gemeinde Góra Kalwaria gehören neben der Stadt 38 Dörfer und Siedlungen mit einem Schulzenamt:
Baniocha (Dorf)
Baniocha (osiedle)
Brześce
Brzumin
Buczynów
Cendrowice
Coniew
Czachówek
Czaplin
Czaplinek
Czarny Las
Czersk
Dębówka
Dobiesz
Karolina
Kąty
Królewski Las
Krzaki Czaplinkowskie
Linin
Linin (osiedle)
Łubna
Mikówiec
Moczydłów
Obręb
Pęcław
Podgóra
Podłęcze
Podosowa
Potycz
Sierzchów
Sobików
Solec
Szymanów
Tomice
Wincentów
Wojciechowice
Wólka Dworska
Wólka Załęska
Weitere Ortschaften sind Aleksandrów, Borki, Julianów, Kępa Radwankowska, Ługówka, Ostrówik und der Weiler Krzymów.

## Verkehr
Die Landesstraßen DK50 und DK79 führen durch das Gemeindegebiet. – An der Bahnstrecke Skierniewice–Łuków liegen die Bahnhöfe Czachówek und Góra Kalwaria. – Der internationale Flughafen Warschau ist etwa 20 Kilometer entfernt.